# 9107 Narukospa
9107 Narukospa eller 1997 AE4 är en asteroid i huvudbältet som upptäcktes den 6 januari 1997 av den japanska astronomen Takao Kobayashi vid Ōizumi-observatoriet. Den är uppkallad efter den tidigare japanska staden Naruko Onsen.
Asteroiden har en diameter på ungefär 19 kilometer.